# Jasik (Chorwacja)
Jasik – wieś w Chorwacji, w żupanii pożedzko-slawońskiej, w gminie Čaglin. W 2011 roku liczyła 2 mieszkańców.